# Patrik Sjöberg
Jan-Niklas Patrik (Patrik) Sjöberg (Göteborg, 5 januari 1965) is een voormalige Zweedse hoogspringer, wereldkampioen en Europees recordhouder. Hij nam driemaal deel aan de Olympische Spelen en verzamelde hierbij twee zilveren en één bronzen medaille.

## Biografie

### Op een na beste ooit
Sjöbergs coach was zijn stiefvader, Viljo Nousiainen. Met 2,42 m is hij houder van het Zweedse en Europese outdoorrecord bij het hoogspringen voor mannen. Dit maakt hem de op een na beste hoogspringer aller tijden, na Javier Sotomayor. Hij sprong zijn record tijdens de DN-Galan Meeting in Stockholm, op 20 juni 1987. Destijds was het een wereldrecord. Hij is ook houder van het Zweedse indoorrecord met een hoogte van 2,41.

### Driemaal olympisch eremetaal
Zijn eerste internationale succes behaalde Patrik Sjöberg in 1983 door een bronzen medaille te winnen op het Europees kampioenschap voor junioren. Op de wereldkampioenschappen van 1987 in Rome nam hij deel aan het hoogspringen én het verspringen. Op hoogspringen werd hij kampioen.
Patrik Sjöberg nam driemaal deel aan Olympische Spelen, maar slaagde er nooit in om de titel te veroveren, al behoorde hij steevast tot de favorieten. Wel eindigde hij alle keren op het ereschavot, tweemaal (Los Angeles) en (Barcelona) met een zilveren plak, eenmaal (Seoel) met brons. Opmerkelijk hierbij was dat bij de derde gelegenheid, op de Spelen van 1992, vijf man, inclusief Sjöberg, over 2,34 sprongen. Dit zou kunnen duiden op een superspannende wedstrijd. Dat werd het echter niet, want na die hoogte was bij iedereen de fut eruit en moest de rangorde uiteindelijk worden bepaald door per atleet het aantal foutsprongen bij eerdere pogingen tegen elkaar weg te strepen. En zo werd de Cubaan Javier Sotomayor, die alleen op 2,24 een keer had afgesprongen, olympisch kampioen en eindigde Sjöberg, met één foutsprong op 2,34, als tweede.
Bij indoorkampioenschappen was Sjöberg echter vaak op zijn best. In totaal werd hij in deze toernooien viermaal Europees en eenmaal wereldkampioen.

### Boete
Sjöberg werd op 13 augustus 2006 in een nachtclub in Göteborg gearresteerd, waar hij een geringe hoeveelheid cocaïne in zijn zak had zitten. Een later genomen urinestaal bevestigde zijn gebruik van cocaïne. Sjöberg heeft ter verontschuldiging een publieke brief gepubliceerd. In december 2006 werd Sjöberg veroordeeld tot een boete van 4500 Zweedse kronen (USD 627).
Patrik Sjöberg is opgevolgd door andere Zweedse hoogspringers/-sters, van wie Kajsa Bergqvist en Stefan Holm de bekendsten zijn. Hij ontving de Svenska Dagbladet Gold Medal in 1985. In zijn actieve tijd was hij aangesloten bij Örgryte Idrottssällskap in Göteborg.

### Seksueel misbruikt
In zijn in april 2011 gepubliceerde autobiografie, getiteld Det du inte såg (Ned.: Wat u niet zag; ISBN 91-1-303430-8) beschrijft Patrik Sjöberg, hoe hij door zijn coach en stiefvader Viljo Nousiainen vanaf zijn elfde jaar gedurende vele jaren seksueel is misbruikt. Hij vertelt in dit boek, dat hij zich hiervoor jarenlang heeft geschaamd en er daarom nooit over heeft willen praten. Pas in 2011, twaalf jaar na de dood van Nousiainen, vond hij de moed om dit misbruik, waar hij vanaf zijn elfde zijn hele leven onder heeft geleden, openbaar te maken. En ook hoe hij zich op zijn stiefvader heeft gewroken. Andere atleten, onder wie Sjöbergs trainingsmaatje Yannick Tregaro, hebben eveneens te lijden gehad van de pedofiele neigingen van Nousiainen.

## Titels
- Wereldkampioen hoogspringen - 1987
- Wereldindoorkampioen hoogspringen - 1985, 1987, 1993
- Europees indoorkampioen hoogspringen - 1985, 1987, 1988, 1992
- Zweeds kampioen hoogspringen - 1981, 1982, 1983, 1984, 1985, 1986, 1987, 1989
- Zweeds indoorkampioen hoogspringen - 1982, 1988, 1993

## Persoonlijke records
| Onderdeel              | Prestatie   | Datum           | Plaats    |
| ---------------------- | ----------- | --------------- | --------- |
| hoogspringen (outdoor) | 2,42 m (ER) | 30 juni 1987    | Stockholm |
| hoogspringen (indoor)  | 2,41 m      | 1 februari 1987 | Pireás    |

## Palmares

### hoogspringen
- 1981:  Zweedse kamp. - 2,18 m
- 1982:  Zweedse indoorkamp. - 2,22 m
- 1982:  Zweedse kamp. - 2,24 m
- 1983:  Zweedse kamp. - 2,21 m
- 1983:  EJK in Schwechat - 2,21 m
- 1984:  Zweedse kamp. - 2,25 m
- 1984:  OS - 2,33 m
- 1985:  WK indoor - 2,35 m
- 1985:  Zweedse kamp. - 2,26 m
- 1985:  EK indoor in Piraeus (Athene) - 2,35 m
- 1985:  Wereldbeker - 2,31 m
- 1986:  Zweedse kamp. - 2,30 m
- 1987:  EK indoor in Liévin - 2,37 m
- 1987:  Zweedse kamp. - 2,18 m
- 1987:  WK - 2,38 m
- 1988:  Zweedse indoorkamp. - 2,30 m
- 1988:  EK indoor in Boedapest - 2,38 m
- 1988:  OS - 2,36 m
- 1988:  Grand Prix - 2,33 m
- 1989:  WK indoor - 2,35 m
- 1989:  Zweedse kamp. - 2,23 m
- 1989:  Wereldbeker - 2,34 m
- 1992:  EK indoor in Genua - 2,38 m
- 1992:  OS - 2,34 m
- 1992:  Grand Prix - 2,33 m
- 1993:  Zweedse indoorkamp. - 2,27 m
- 1993:  WK indoor - 2,39 m
- 1995:  Europese beker - 2,31 m
- 1996:  Grand Prix - 2,33 m

## Verdere lectuur
- (sv)  Sjöberg, Patrik: Att Leva på Hoppet. Sportförlaget i Europa AB. ISBN 9188540480.

1983 Hennadi Avdjejenko ·
1987 Patrik Sjöberg ·
1991 Charles Austin ·
1993 Javier Sotomayor ·
1995 Troy Kemp ·
1997 Javier Sotomayor ·
1999 Vjatsjelav Voronin ·
2001 Martin Buß ·
2003 Jacques Freitag ·
2005 Joeri Krymarenko ·
2007 Donald Thomas ·
2009 Jaroslav Rybakov ·
2011 Jesse Williams ·
2013 Bohdan Bondarenko ·
2015 Derek Drouin ·
2017 Mutaz Essa Barshim ·
2019 Mutaz Essa Barshim ·
2022 Mutaz Essa Barshim ·
2023 Gianmarco Tamberi
- Bibsys: 90798504
- Gemeinsame Normdatei: 1264681046
- World Athletics: 14228050
- International Standard Name Identifier: 0000 0000 5383 8297
- LIBRIS: 284453
- Virtual International Authority File: 41822896